# Лакерник, Александр Рафаилович
Алекса́ндр Рафаи́лович Лаке́рник (род. 12 февраля 1945) — вице-президент Международного союза конькобежцев (ISU) (2016—2022), заместитель заведующего кафедрой математического анализа Московского технического университета связи и информатики (МТУСИ), кандидат физико-математических наук (1991 г.), доцент (1993 г.).

## Деятельность в фигурном катании
В юности сам занимался фигурным катанием, начал свою карьеру, как тренер массового катания на открытых катках.
Много лет являлся судьёй на соревнованиях по фигурному катанию, в том числе на Олимпиадах и чемпионатах мира. Является судьёй всесоюзной и всероссийской категории по фигурному катанию.
Главный судья, старший судья и судья одиночного и парного катания чемпионатов и первенств России.
Технический контролёр одиночного и парного катания всероссийских соревнований.
В течение многих лет являлся членом Президиума и Председателем Коллегии судей Федерации фигурного катания на коньках России.
С 4 июня 2010 года по 10 января 2017 года — вице-президент Федерации фигурного катания на коньках России. Покинул пост в связи с избранием вице-президентом ISU, желая избежать конфликта интересов.

### Деятельность в ISU
Судья международной категории.
Более десяти лет возглавлял технический комитет ISU.
С 1994 года — член технического комитета ISU по фигурному катанию на коньках. С 1996 года — рефери чемпионатов Международного союза конькобежцев (ISU) и Зимних Олимпийских игр. Технический контролёр ISU одиночного и парного катания. С 2002 года — Председатель технического комитета ISU по фигурному катанию на коньках (избран в июне 2002 года на Конгрессе ISU в Киото, Япония, полномочия продлены на конгрессах в 2006 и 2010 годах).
В 2016 году 56-й Конгресс Международного союза конькобежцев в Дубровнике избрал Лакерника вице-президентом, отвечающим за фигурное катание на коньках. При голосовании обошёл другого кандидата — Мари Лундмарк — с большим преимуществом: 81 голос против 34. В 2018 году, на 57 конгрессе в Севилье, переизбран на этот же пост.

## Оценки деятельности
По словам тренера А. Н. Мишина, тот факт, что Лакерник «является вице-президентом ИСУ… делает его вторым лицом в Международном союзе конькобежцев и первым — в мировом фигурном катании».
Газета «Спорт БИЗНЕС Online» включила его под номером 4 в список 10 наиболее влиятельных деятелей фигурного катания России.

## Награды
- Медаль ордена «За заслуги перед Отечеством» II степени (29.06.2018 г.) — за успешную подготовку спортсменов, добившихся высоких спортивных достижений на XXIII Олимпийских зимних играх 2018 года в городе Пхенчхане (Республика Корея)[15].
- Почётное звание «Мастер связи» (Минкомсвязи России, 1995 г.)[6].
- Благодарность Министра спорта Российской Федерации (19 марта 2013 г.) — за успешное выступление спортивной сборной команды Российской Федерации по фигурному катанию на коньках на чемпионате мира 2013 года (г. Лондон, Канада) и первенстве мира 2013 года (г. Милан, Италия)[16],
- Почётный знак ФФКМ «За заслуги в развитии фигурного катания в городе Москве» (Федерация фигурного катания на коньках г. Москвы, 2021)[17].